# Bhadrachalam
Bhadrachalam is een census town in het district Bhadradri Kothagudem van de Indiase staat Telangana. De plaats is gelegen aan de oever van de Godavari en wordt aan drie zijden begrensd door de staat Andhra Pradesh.

## Demografie
Volgens de Indiase volkstelling van 2001 wonen er 42.829 mensen in Bhadrachalam, waarvan 50% mannelijk en 50% vrouwelijk is. De plaats heeft een alfabetiseringsgraad van 73%.